# الفضيل بوعمر
الفضيل بوعمر الأوجلي مجاهد ليبي. حارب الإيطالين في برقة من ليبيا.
أحد السواعد القوية لرجال يقودهم عمر المختار، يعرفه الناس بلقب جهادي مشهور هو «بوحوا»، وكثيرون حتى اليوم يسمونه «الفضيل بوحوا» وكان شديد الإيمان بالقرآن الكريم. ظل على وفائه لعمر المختار وحبّه لرفاقه كما ظلوا هم أيضاً يحبونه ويعتبرون شجاعته حدوداً من البسالة لا يصل إليها البشر. كان عمر المختار نفسه يحب الفضيل ويشركه معه في الرأي.

## حياته
ولد الفضيل بوعمر الأوجلي المعروف بأبي حواء «بوحوّا» في واحة أوجلة حوالي 1880 م، وكان والده شيخاً لزاويتها. كان والده صاحب وجاهة وله شأن كبير في قومه شديد البأس مهاب الجانب وقد اشترك (عمر بوحواء) مع المجاهدين الجزائريين في صد القوات الاستعمارية الفرنسية التي تزحف على التراب الجزائري. 
عندما عاد عمر أبي حواء إلى أهله في مناطق الواحات الجنوبية أخذ على عاتقه التعليم وإلقاء الدروس الدينية والمواعظ وحل المشاكل القبلية بين سكان أوجله والكفرة وبقية الواحات الجنوبية. وقد تزوج عمر الفضيل أبي حواء من قبيلة المغاربة وأنجبت له عبد الله ومحمد والفضيل، وانتقل إلى واحة الجوف حيث أسس منارة دينية هناك. وواصل عمله في التعليم الديني والإرشاد والتوجيه بين قبائل زويه والتبو وغيرهم.
تلقى الشهيد الفضيل بوعمر قائد معركة الأثرون (السقيه) الشهيرة تعليمه الديني الأول في مسجد منارة الكفرة وقد تفوّق في حفظ القرآن الكريم ودراسة الفقه والتفسير والحديث والتاريخ والحساب ووصل به تفوقه في العلوم الدينية إلى أن أصبح إماماً وواعظاً في مقتبل عمره كما تعلم الفروسية وإصابة الأهداف وفنون القتال.
إن قوة الإيمان بالله سبحانه وتعالى لدى شهيدنا البطل والقيم والأخلاق والمبادئ السامية التي شب عليها وتعلمها من والده الشيخ الجليل / عمر بوحواء ساعدته في اتخاذ قراره الجريء حيث شد الرحال يحمل بندقيته على كتفه زاده الإيمان بالله إلى أن التقى إخوانه المجاهدين في الجبل الأخضر. لقد قدم المجاهد الفضيل بوعمر إلى الجبل الأخضر متطوعاً التزاماً منه بمبدأ الجهاد في سبيل الله حيث التحق بالأدوار الجهادية تحت قيادة شيخ المجاهدين عمر المختار المنفى
استشهد في وادي السّفيّة قرب الأثرون في 20 سبتمبر 1930م.
ولما أصبح عمر المختار قائدا لحركة الجهاد في الجبل الأخضر سنة 1922 م اختاره مساعداً ومستشاراً خاصاً له وعيّنه قائدا عسكريا لدور «معسكر» قبيلتي العبيدات والحاسة بمنطقة درنة
حضر الاجتماع الأول مع الإيطاليين الذي عقد في القبقب في شهر مايو سنة 1929 م، واجتماع سيدي ارحومة في 19 يونيو 1929م، وكان هو الذي قام بتلاوة شروط المجاهدين أمام بادوليو.

## جهاده
نظراً لما عرف عن عمر المختار من حكمة ودراية بمشاكل وطبائع قبائل الجبل الأخضر فقد أسند قيادة دور الحاسة والعبيدات إلى القائمقام الفضيل بوعمر الذي كان محبوباً من الجميع كما كان يُلقّب أيضاً بالنائب الأول لعمر المختار أسوة بالشيخ الجليل الشهيد القائمقام حسين مفتاح الجويفي.
استعان الفضيل بوعمر في قيادة الدور بالمجاهدين القُدامى المتمرسين من خريجي المدارس الحربية التركية الذين شاركوا في الجهاد في مواقع متعددة من أرض ليبيا أمثال عوض العقاب وصالح إمطير والشريف الكاسح ومحمد العنز شهيد معركة بلقس وأخيه رافع بوخريص شهيد معركة الرحيبة الشهيرة ومحمد النافرة وأبو شعرايه الشلوي وعبد الحق الطائع الحاسي وإقطيط موسى ومحمد ربع الذيب شهيد معركة الأثرون وبالحمد الهاين شهيد معركة القرنة وحسن بوعزيزه المسماري وعبد الله عاشور العوامي ومحمد عبد الكريم القطعاني وغيرهم من المجاهدين.
عاصر الفضيل بوعمر وشارك في معارك عديدة تحت قيادة البطل عمر المختار المنفي بمنطقة الجبل الأخضر كلها ومنها معارك وادي السهل ووادي المعلق وعين بوعمود والمناير والمخيلي وسيدي بوذراع والأثرون والكراهب بسوسه وقرناده وحلوق الجير وجردس الجراري ووادي الكوف والغريب ووادي سمالوس والرحيبه وغوط ساسي وحلق بالذبان وبلط عبد الحفيظ وسيدي بوزيد وغيرها.
شارك في معارك عديدة تحت قيادة البطل عمر المختار المنفي بمنطقة الجبل الأخضر كلها ومنها معركة بلال الثانية غرب إجدابيا في 28 أغسطس 3 سبتمبر 1923م والرحيبة 28 مارس 1930م وبلقس جنوب الفائدية في 11 أبريل 1930م، كذلك معارك وادي السهل ووادي المعلق وعين بوعمود والمناير والمخيلي وسيدي بوذراع والكراهب بسوسه وقرناده وحلوق الجير وجردس الجراري ووادي الكوف والغريب ووادي سمالوس وغوط ساسي وحلق بالذبان وبلط عبد الحفيظ وسيدي بوزيد وغيرها. ومعركة وادي السّفيّة قرب الأثرون في 20 سبتمبر 1930م وهي المعركة التي استُشهِد فيها.

## وفاته
20 سبتمبر 1929 استشهد الفضيل بوعمر، وذلك نتيجة كمين أطبقه الطليان على المجاهدين بما فيهم عمر المختار في وادي سقيه قرب قرية أثرون بالجبل الأخضر
وكان الفضيل يفتدي عمر المختار بحياته وقد فعل ذلك عملياً في معركة كانت هزيمة شنيعة للغزاة تحدث عنها غراتسياني وشهد على شجاعة الفضيل عندما فك الطوق المُحكم الذي ضربته قواته الذي هجم برجاله على التطويق وفتح فيه الثغرة من حيث خرج عمر المختار وأتباعه وكانت خطة محكمة وضربة قاسية للقوات الإيطالية.
استشهد الفضيل بوعمر الأوجلي في معركة شرسة مع الفاشيست وقد كان القتال عنيفاً من قبل المجاهدين الذين رغم القوات التي أُحضرت من شحات ودرنه والقبة والقيقب إلا أنهم كبّدوا العدو خسائر فادحة تجاوزت (500) قتيل بينما استشهد من المجاهدين (51) شهيداً وقد اعترف غراتسياني بالهزيمة لكنه قال بأن الانتصار هو قتل الفضيل بوعمر الذي لم يصدق الفاشست أنه قُتل في المعركة إلا بعد أن قُطع رأسه وحمل في علبة صفيح إلى بنغازي ليكون هذا العمل البشع وصمة عار في تاريخ إيطاليا الفاشية. وتقول المصادر أن أحد المتعاونون مع إيطاليا هو من حمل رأسه وأخذ المبلغ المرصود لذلك.
وتقديرا من جماهير بنغازي لجهاد هذا البطل الوطني فقد قامت في صيف سنة 1977م ببناء نصب تذكاري له في المكان نفسه الذي عُلّق فيه رأسه وهو ميدان البركة وتسميته باسمه ميدان الفضيل بوعمر بعد أن حُرم منه سنين طويلة.

## مقالات ذات صلة
- عمر المختار
- يوسف بورحيل المسماري